# Cova de Candamu
La cova de Candamu o la caverna de la penya de Candamu està situada en el concejo  asturià de Candamu al poble de  San Román. Està inclosa en la llista del Patrimoni de la Humanitat de la UNESCO des de juliol de 2008, dins del lloc «Cova d'Altamira i art rupestre paleolític del Nord d'Espanya».
Va ser descoberta per un paisà anomenat "El Crist" en la segona meitat del segle xix. Oficialment descoberta el 1914 i, el 1919, Eduardo Hernández Pacheco publicaria un estudi científic d'aquesta. És una cova natural amb uns seixanta metres de llarg. Cronològicament es data en 18.000 anys, en l'anomenat període solutrià, encara que es discuteix si alguns dels gravats pertanyen a moments anteriors (la "foca", ~30.000 anys), o posteriors (gravats de fauna menys freda, o punts negres, ~13.000 anys).
La cova i les seves pintures van deure tenir un sentit màgic-ritual per a aquells homes paleolítics, d'acord amb les habituals interpretacions d'aquest tipus d'art (Henri Breuil, 1877-1961), que es veuen reforçades per les investigacions arqueològiques que es van dur a terme en aquesta cova: al seu interior amb prou feines es van trobar restes ni utensilis propis d'haver fet vida dins de la cova o d'haver realitzat moltes activitats, el que suposa que les entrades que van realitzar-hi van deure ser molt limitades i en moments molt concrets. En canvi, en una coveta situada a pocs metres de la cova sí que es van trobar alguns objectes que indiquen habitatge. Tanmateix, és prudent tenir en compte que es tracta de la hipòtesi més raonable.
El vandalisme i una afluència descontrolada i irrespectuosa va produir danys irreversibles a la cova, que van fer que hagués de ser tancada perquè recuperés l'estabilitat i s'eradicaran molses i algues. La comparació dels dibuixos de l'estudi de Pacheco, de 1919, amb la cova en l'actualitat, donen testimoni del terrible dany causat.
La cova es pot dividir en:
- Sala baixa, o sala dels signes vermells, és una petita sala situada a l'entrada, a la dreta, on hi ha representats diferents signes de color vermell.

- Galeria d'entrada, és la galeria d'accés a la cova.

- Saló dels gravats, després d'accedir a aquesta sala per un pas estret, veiem a la dreta el conegut com ' mur dels gravats. Està sala serveix de distribució per a la resta de sales. En aquesta sala es troba a més del mur el mogote Estalagmítico, el talús Estalagmítico i una petita sala amb una pintura. El mur dels gravats és un mur de sis metres de llarg per vuit d'alt. És una complexa composició de figures que està formada per tres grups de figures relacionades entre si per dibuixos de transició.

- Galeria de la Batiscias

- El Cambril, és la part més important de les representacions de la cova és el cambril. Es tracta d'una fornícula situada a la part més alta de la sala dels gravats. En aquesta representació es poden observar cavalls i la figura d'un toro. Destaca d'aquest conjunt la representació d'un cavall amb gran mestratge, emblema de la cova.

El març de 2007 s'inaugura a Teberga el parc de la prehistòria de Teberga, que conté una reproducció de la cova realitzada per Pedro Saura i Matilde Múzquiz, professors de la Facultat de Belles Arts de la Universitat Complutense de Madrid.
Les visites estan restringides a vint persones diàries durant tres mesos i té un centre d'interpretació a l'entrada.
Existeix en el poble de  San Román, a l'interior del Palau Valdés un Centre d'Interpretació de la Caverna de Candamu, obert tot l'any i amb una reproducció de part de la cova en el seu interior.